# Via delle Ruote
Via delle Ruote è una strada del centro di Firenze che va da via San Gallo a via Santa Caterina d'Alessandria. Vi si intersecano via Santa Reparata e via San Zanobi.

## Storia

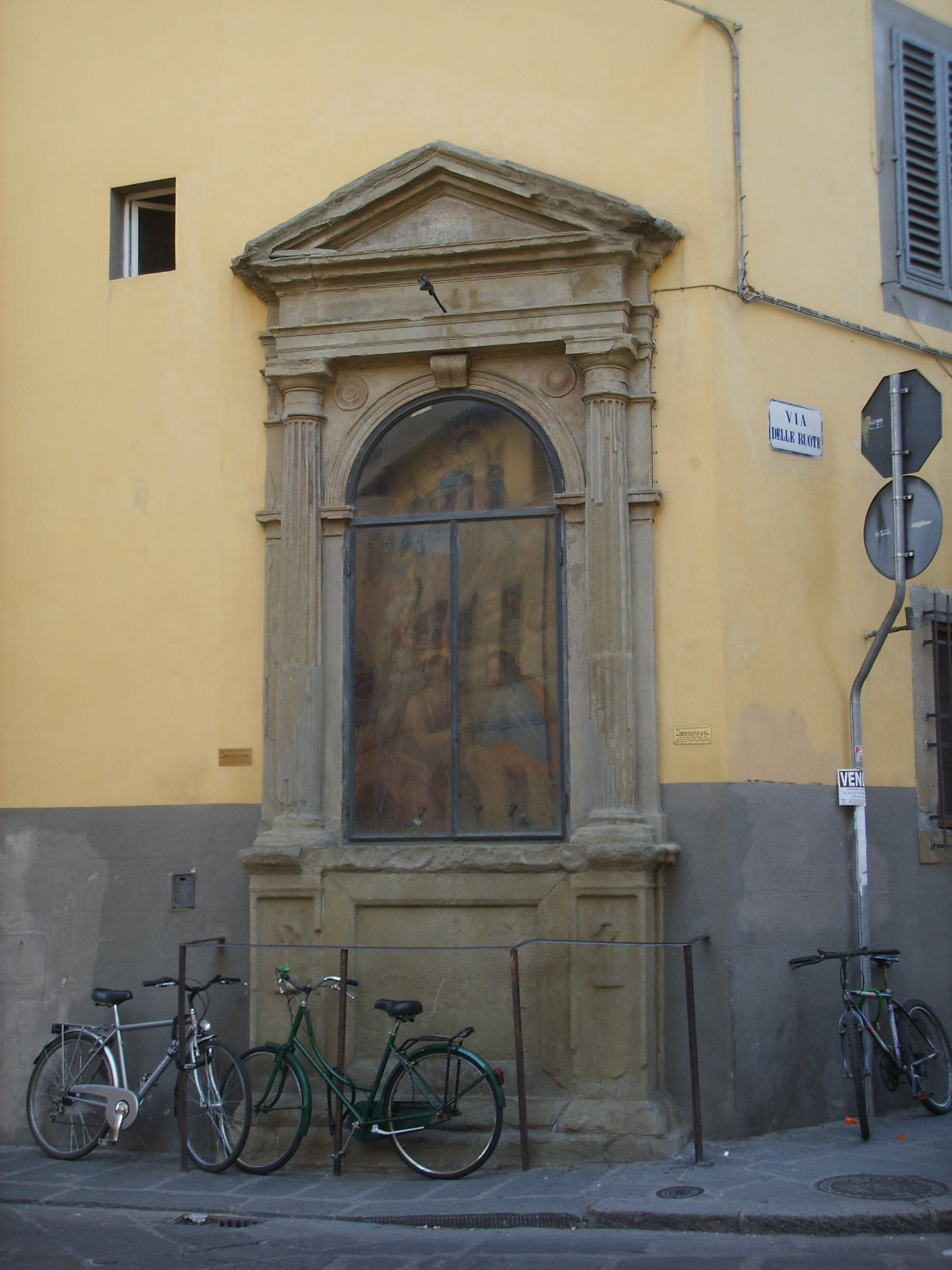
Il tabernacolo dei Battilani

La strada, dalla tipica forma obliqua nella griglia dello stradario fiorentino, venne creata nel 1350 delle monache di Santa Caterina d'Alessandria, che avevano il loro monastero a ridosso delle mura in una zona di orti e giardini, lungo l'attuale via di Santa Caterina che all'epoca non esisteva. Per accedere all'edificio religioso era stato necessario fino ad allora utilizzare un "chiassum rotortum et silvestre", cioè un vicoletto serpeggiante tra la vegetazione, che prendeva inizio da via del Campaccio (via Santa Reparata), e che attraversava terreni di proprietà delle stesse monache.
Gli Ufficiali di piazze e vie diedero il permesso per creare un collegamento diretto con la strada principale della zona, via San Gallo, che come si vede bene nella mappa del Bonsignori portava esattamente all'ingresso della chiesa originaria, oggi scomparsa e sostituita dal palazzo dell'Agenzia delle Entrate. Si spiegano così la particolare forma della via e il suo studiato tracciato rettilineo, oltre al nome, che si riferiva alla "ruota" del martirio della santa titolare, segno che compariva sullo stemma del monastero.
Già detta via di Santa Caterina, mutò al nome attuale tra Sei e Settecento, in parallelo all'attribuzione del nome di via di Santa Caterina al tratto finale che curvava a destra raggiungendo le mura (a partire dal quale nell'Ottocento fu ricavato il tracciato dritto che prosegue in via Nazionale, dopo aver aperto le mura). Tutto il lato nord, inoltre, era chiuso dalla cortina di edifici e mura degli orti, senza i proseguimenti delle strade agli incroci, che sarebbero stati tagliati solo nell'Ottocento.
Nel corso del Quattrocento la zona, dall'edilizia prettamente popolare, fu il cuore della corporazione dei battilani, della quale faceva parte Michele di Lando, che fu il principale ispiratore della rivolta dei Ciompi. Lungo la strada si trovano infatti il tabernacolo dei Battilani e l'antico ingresso alla chiesa dei Battilani. In seguito ebbe qui sede una delle Compagnie dell'Assunta, che fece erigere il tabernacolo in angolo con via San Zanobi.
Solo nel Cinquecento si può individuare un inserimento palaziale di pregio, quando Santi di Tito, pittore di fama sulla scena fiorentina e non solo, ristrutturò la propria dimora ricavandone un palazzo, di cui resta oggi un'interessante facciata con elementi manierista.
Il tratto più a nord della via fu poi interessato tra Otto e Novecento da importanti ristrutturazioni e riedificazioni, tra cui la costruzione della chiesa di San Giuseppino, della villa Royal, del palazzo Buccellato e di quello della Cassa di Risparmio.

## Descrizione
La via, pavimentata a lastrico, ha carattere residenziale, per lo più popolare.